# Бабушка

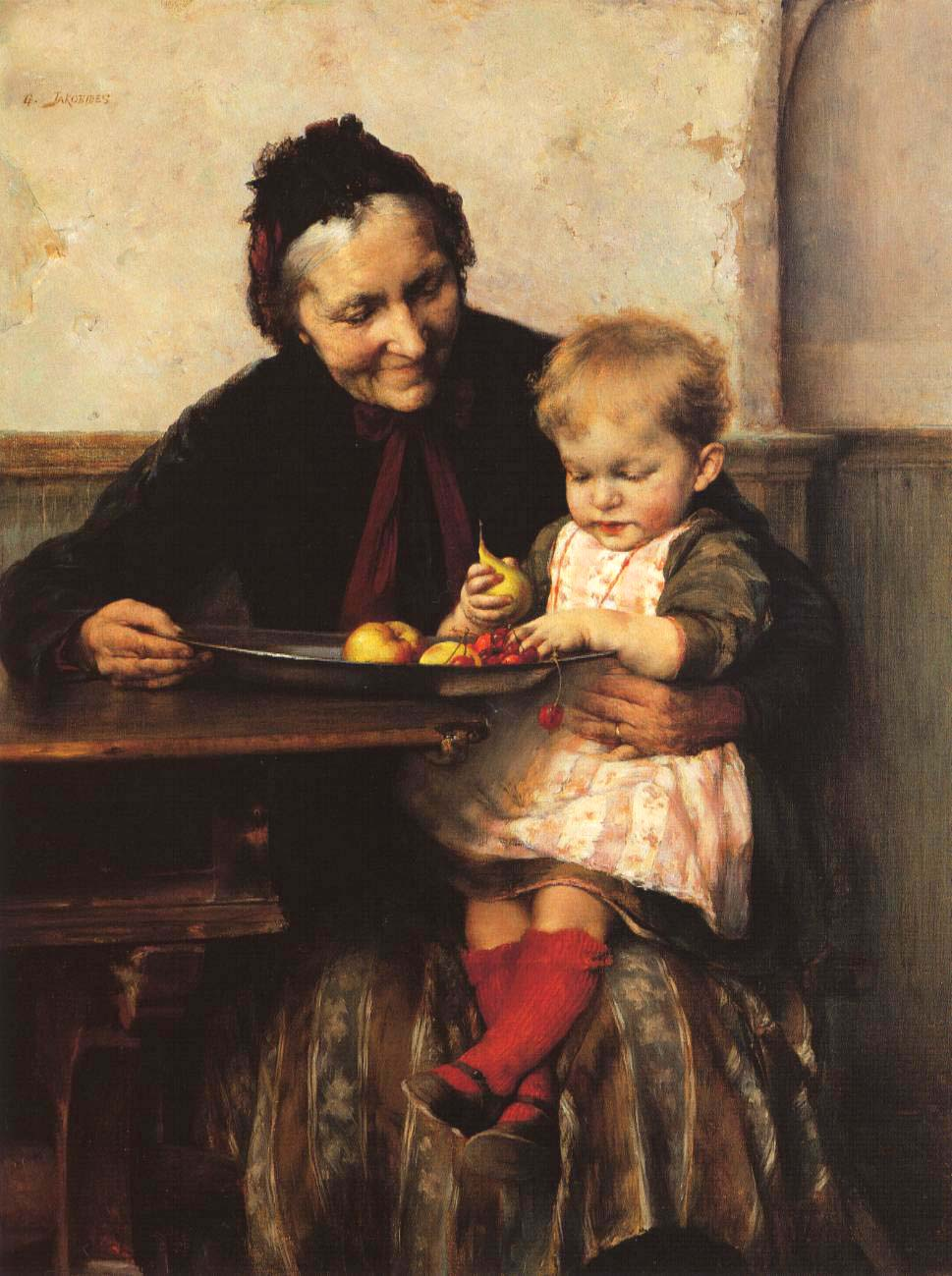
Бабушка с любимой внучкой. Георгиос Яковидис, 1893 г.

Ба́бушка, ба́ба, ба́бка — мать одного из родителей по отношению к своему внуку, внучке. Мать отца и матери, жена деда. Прабабушка — мать бабушки и дедушки (для правнука), прапрабабушка — мать матери (бабушка) бабушки и дедушки и т. д. В более широком значении — любая пожилая женщина, старушка. Отца одного из родителей или пожилого мужчину называют дедушкой.
Бабушки и дедушки являются важной составляющей частью расширенной (сложной) семьи. В традиционной культуре бабушки и дедушки имеют чётко определённую роль, выражающуюся в их уходе за младшими детьми в семье. Роль бабушек и дедушек, как правило, исчезает в ходе развития нуклеарной семьи.
В тех случаях, когда родители не могут обеспечить надлежащий уход за своими детьми, бабушки и дедушки могут взять на себя роль опекунов или сопровождающих. Так, в Испании ежегодно, начиная с 1998 года, каждое 26 июля отмечается День бабушки и дедушки.
В российском праве бабушки являются наследниками второй очереди.